# 남한산성 공성전
1636년 12월, 청군이 압록강을 넘어 조선을 대거 침공하였다. 청군은 임경업이 지키는 백마산성과 홍명구가 지키는 평양성 등 주요 격전지가 될 만한 곳을 회피하며 빠른 속도로 남하하여 개성을 함락하고, 한양 코앞까지 진격해왔다. 이에 조선 인조는 한성부판윤 김경징을 강화도 검찰사로 임명하고, 이민구는 강화 부사로 임명하여 강화도로 보냈고, 소현세자와 봉림대군 등 왕자와 왕족들 역시 이곳으로 피신시켰다. 인조 또한 강화도로 향하려 했으나 청군이 한양에서 강화도로 가는 길목을 미리 차단하자 하는 수 없이 남한산성으로 입성하여 13,800여명의 군사를 확보하며 장기 항전을 꾀하려 하였다. 남한산성에는 미곡 14,300여석과 피, 잡곡 9,500여석, 장 220여독이 있었는데, 이는 1만 4000여명의 군사가 충분히 2개월 이상 버틸 수 있는 양이였다. 그러나 남한산성에는 군사들뿐만 아니라 왕족, 종친, 문무관료, 노비 등 14,300명의 사람들도 함께 들어와 식량 부족이 우려되었다.
1637년 1월 13일 청 좌익군 24,000명이 남한산성을 포위하였고, 계속해서 도착한 청의 군대는 산성을 포위하였다. 1월 12일 어영대장 원두표가 군사 50여명을 이끌고 나가 청군을 공격, 청군 6명을 전사시키고 이들을 물리쳤다. 계속해서 1월 15일까지 이기축, 원두표, 구굉, 김류 등이 청군을 향해 출성공격을 하였다. 1월 16일 청군 5,000명이 운제, 화포 등 공성 무기를 동원하여 남한산성에 대공세를 가하자 조선군은 출성하여 청군과 치열한 백병전을 벌였고 결국 승리하였다. 이날의 전투에서 조선군 80명이 전사하였고, 청군은 200명이 전사하였다. 두 차례의 집중공격이 모두 수포로 돌아가자, 청군은 일반적인 공격으로는 항복을 받아낼 수 없다고 판단하여 작전을 바꾸고 병력을 나누어 남한산성을 완전히 포위하였다. 이 때문에 남한산성의 조선군은 지방의 지방군들과의 연락이 끊어지게 되었다. 설상가상으로 추위로 인해 군사들이 죽어나갔으며, 식량 또한 서서히 고갈되면서 군사들의 사기가 크게 떨어지게 되었다.
1월 21일 충청 감사 정세규가 최진립, 이경징 등의 장수들을 데리고 충청도 근왕군 8,000명을 이끌고 남한산성으로 향하던 도중 양고리의 청군과 격돌하게 되었는데(험천 전투), 이 전투에서 조선군이 패하였다. 계속해서 각 지방에서 근왕군들이 남한산성으로 향했으나, 대부분 청군에게 격퇴되었다. 조정에서는 백성들이 의병을 일으켜 청군을 치기를 원했으나 임진왜란 때처럼 의병이 활발하게 일어나지 않았다.
2월 5일 청군은 병력을 재배치하여 남한산성이 외부의 지원을 받을 수 없도록 차단하였다. 그 후 청군은 남한산성을 수 차례 공격하였으나 대부분 조선군에게 격퇴당하자 인조의 항복을 보다 쉽게 받아내기 위해서는 인질이 필요하다고 생각하여 주요 왕족들이 있는 강화도를 도르곤으로 하여금 수군을 이끌고 공격하게 하였다(강화도 방어전). 그러나 이때 강화도 검찰사 김경징과 강화 부사 이민구는 청군의 강화도침략을 전혀 예상하지 않았다. 청군이 강화도에 접근하자 충청도 수사 강진흥은 수군 몇백여명을 이끌고 청군의 배를 연이어 침몰시켰으나 청군은 충청도 수군의 방어선을 뚫고 강화도에 결국 상륙하여 진해루를 함락하고, 뒤이어 강화산성을 함락하였다. 이때 강화도를 수비해야 할 검찰사 김경징과 부사 이민구가 도주해버리는 바람에 봉림대군과 소현세자 등 왕자와 왕족들이 인질로 잡히게 되었다. 이는 인조에게 큰 충격을 주었다. 게다가 경상좌병사 허완과 경상우병사 민영이 이끄는 4만의 군사마저 청군에게 대패(쌍령 전투)하는 바람에 인조는 항전을 지속할 수 없다는 판단을 내리고, 결국 항전이 아닌 항복을 택하였다.
결국 2월 24일, 인조는 삼전도에서 청 태종 홍타이지에게 항복하였다.

## 조선왕조실록의 기록
다음은 남한산성 공성전의 시계열표이다. 아래에 제시된 날짜는 음력이다. 

### 1636년
- 음력 12월 14일 : 청군이 송도(松都; 개성시)를 지났다는 보고에 파천을 결정한다.[1] 최명길이 청군 진영으로 가 강화를 시도한다. 인조는 남한산성으로 이동했는데 김류가 강화도로 가야 한다고 주장해 강화도로 출발했다.[2]

...수구문(水溝門)을 통해 남한산성(南漢山城)으로 향했다...초경이 지나서 대가가 남한 산성에 도착하였다. 김류가 상에게 강도(江都)로 옮겨 피할 것을 권하였는데, 홍서봉(洪瑞鳳)과 이성구(李聖求)도 그 말에 찬동하였으며, 이홍주(李弘胄)는 형세로 보아 반드시 낭패하게 될 것이니 요행을 바라서는 안 된다고 하였다. 그러나 다른 사람은 모두 이런 의논이 있는 것을 모르고 있었는데, 병방 승지 이경증(李景曾)이 집의 채유후(蔡𥙿後)에게 이 일을 은밀히 말하였다. 유후가 드디어 청대(請對)하여 불가하다고 쟁집(爭執)하므로, 경증이 김류를 불러 물어볼 것을 청하였다. 
김류 : 고립된 성에 계시면 외부의 구원도 없게 되고 마초와 양식도 부족할 것입니다. 강도는 우리에게 편리하고 저들에게는 침범하기 어려운 곳입니다. 또 저 적은 뜻이 상국(上國)에 있으니, 반드시 우리를 상대로 지구전(持久戰)을 벌이지는 않을 것입니다. 그러므로 신이 강도로 가시는 것이 편리하다고 말씀드린 것입니다.

인조 : 어느 길로 가야 하는가?

김류 : 과천(果川)과 금천(衿川)을 경유하는 것이 마땅합니다.

— 인조실록 33권, 인조 14년 12월 14일 갑신 3번째기사

- 음력 12월 15일 : 새벽에 남한산성을 출발하여 강화도로 가기로 했으나 눈보라가 심해 다시 남한산성으로 돌아왔다. 양사가 도원수 김자점, 부원수 신경원, 평안 병사 유림, 의주 부윤 임경업 등을 죄 줄 것을 요청하나 인조는 따르지 않았다.[3] 최명길이 적진에서 돌아와 청군이 왕제(王弟) 및 대신을 인질로 삼기를 요구한다고 하자 능봉수(綾峯守) 칭(偁)을 왕의 아우로 정하고 심집(沈諿)을 대신으로 하여 보낼 것을 의논하였다.[4] 김류 등이 다시 강화도로 갈 것을 주장하였지만 묵살된다.[5]
- 음력 12월 16일 : 청군 진영에 간 능봉군(綾峯君) 칭(偁)과 심집(沈諿)이 가짜 왕제와 대신임이 드러나 살해당했다.[6]
- 음력 12월 18일 : 인조가 직접 백관을 교유(敎諭)하여 병사들을 고무시켰다.[7]

"내가 덕이 없어 이 같은 비운(否運)을 만나 노로(奴虜)가 침략하였다. 정묘년에 변란이 생겼을 때에 임시방편으로 강화를 허락하여 치욕을 달게 받아들였으나 이는 부득이한 계책으로서 마음은 역시 편치 않았다. 이번에 오랑캐가 대호(大號)를 참칭(僭稱)하고 우리 나라를 업신여기므로 내가 천하의 대의를 위해 그들의 사자(使者)를 단호히 배척하였으니, 이것이 화란이 발생하게 된 원인이다.

지금 군신 상하가 함께 한 성을 지키고 있는데, 화의는 이미 끊어졌으니 싸움만이 있을 뿐이다. 싸워서 이기면 상하가 함께 살고 지면 함께 죽을 것이니, 오직 죽음 가운데에서 삶을 구하고 위험에 처함으로써 안녕을 구하여야 할 것이다. 마음과 힘을 합하여 떨치고 일어나 적을 상대한다면 깊이 들어온 오랑캐의 고군(孤軍; 후원이 없어 고립된 군사)은 아무리 강해도 쉽게 약화될 것이고, 사방의 원병이 계속하여 올 것이니 하늘이 우리를 도와준다면 전승을 거둘 수 있을 것이다.— 인조실록 33권, 인조 14년 12월 18일 무자 4번째기사

- 음력 12월 19일 : 청군이 진격하여 남성(南城)에 육박했는데, 조선군이 화포로 공격하여 물리쳤다.[8]
- 음력 12월 20일 : 청나라 측이 '지난번 대신이 돌아간 뒤로 전혀 소식이 없는데, 이제 한(汗; 홍타이지)이 송경(松京; 개성)에 도착하였으니 이제부터는 우리가 양국 백성을 위해 계책을 베풀 수가 없게 되었다.'고 하였다.[9]
- 음력 12월 21일 : 충청도 원병이 헌릉에 도착하여 불화살로 신호를 주고받았다.[10]
- 음력 12월 24일 : 인조가 여러 신하들을 거느리고 성절(聖節; 성인(聖人)이나 임금이 태어난 날을 경축하는 명절)을 기념하는 망궐례를 행하였다.[11] 진눈깨비가 그치지 않아 인조가 땅에 엎드려 통곡하였다.[12] 김류가 죽산(竹山)에 있는 충청도 원병에게 적군의 형세를 알려주려 하다. 이날의 기사에 남한산성을 지키는 자가 1만 4천 명이라는 언급이 있다.[13] 조선군이 군사 4백여 명을 출전시켜 청군과 전투를 벌였다. 어영청이 "오늘 출전하여 적을 죽인 수가 그들의 말대로 계산하면 1백 명이 넘습니다. 과장된 말을 다 믿을 수 없으나, 방패(防牌) 아래에 둔친 적이 얼마 남지 않았고 흐른 피가 땅에 가득합니다. 전장에서 얻은 것은 호전(胡箭) 1백 4개, 호궁(胡弓) 4개, 검 1자루, 궁대(弓帒) 1부, 갑주(甲胄) 1부, 양구(羊裘; 양가죽 옷) 1벌입니다."라고 보고하였다.[14]

이때 진눈깨비가 그치지 않으니, 상이 세자와 승지와 사관을 거느리고 후원에서 날씨가 개이기를 빌었다. 향을 사르고 사배(四拜; 네 번 절함)하고 기원하기를,

"이 고립된 성에 들어와서 믿는 것은 하늘뿐인데, 찬 비가 갑자기 내려 모두 흠뻑 젖었으니 끝내는 반드시 얼어 죽고 말 것입니다. 내 한몸이야 죽어도 애석하지 않지만 백관과 만백성이 하늘에 무슨 죄가 있습니까. 조금이라도 날을 개게 하여 우리 신민을 살려 주소서." 하고, 그대로 땅에 엎드려 통곡하였다— 인조실록 33권, 인조 14년 12월 24일 갑오 5번째기사

- 음력 12월 25일 : 예조의 건의로 백제 온조왕에게 제사를 지냈다.[15]
- 음력 12월 26일 : 청군 진영에 고기와 술을 보내기로 결정하였다.[16] 강원도 영장(營將) 권정길(權井吉)이 병사를 거느리고 검단산(儉丹山)에 도착하여 횃불로 상응하였는데, 검단산 전투에서 청군의 습격을 받고 패배하였다.[17]
- 음력 12월 27일 : 전날 결정한 대로 술과 고기를 전달하자 청군 장수가 "팔도의 주육(酒肉) 등 모든 물건은 우리가 마음대로 할 수 있다. 국왕이 현재 석혈(石穴)에 처해 있고 내외가 통하지 않아서, 종신(從臣) 이하가 모두 굶주릴 것인데, 이것을 어디에서 얻었는지 모르겠다. 너는 가지고 가서 굶주린 신민에게 나누어 주라"고 조롱했다.[18] 험천 전투에서 조선군이 패배했다.[19]
- 음력 12월 28일 : 선전관 민진익(閔震益)이 남한산성 밖으로 탈출하여 제도에 명을 전한 뒤 그 장계를 받아 성으로 돌아왔다.[20]
- 음력 12월 29일 : 김류의 지휘로 북문 밖으로 출병하여 평지에 진을 쳤는데 청군이 상대하여 싸우려 하지 않았다. 날이 저물 무렵 체찰사 김류가 성 위에서 군사를 거두어 성으로 올라 오라고 명령하였는데 청군이 뒤에서 습격하여 별장 신성립(申誠立) 등 8명이 모두 죽고 사졸도 사상자가 매우 많았다.[21]

### 1637년
- 음력 1월 1일 : 인조가 망궐례(望闕禮; 중국의 황제가 있는 쪽을 향하여 인사하는 의식)를 행하였다.[22] 청나라 한(汗)이 모든 군사를 모아 탄천(炭川)에 진을 쳤는데 30만 명이라고 하였다. 황산(黃傘)을 펴고 성의 동쪽 망월봉(望月峯)에 올라 성 안을 내려다 보았다.[23]
- 음력 1월 2일 : 홍타이지가 조선에게 항복할 것을 요구하는 문서를 보낸다.[24] 이날 이서가 향년 57세로 사망하였다.[25]

"대청국(大淸國)의 관온 인성 황제(寬溫仁聖皇帝)는 조선(朝鮮)의 관리와 백성들에게 고유(誥諭)한다. 짐(朕)이 이번에 정벌하러 온 것은 원래 죽이기를 좋아하고 얻기를 탐해서가 아니다. 본래는 늘 서로 화친하려고 했는데, 그대 나라의 군신(君臣)이 먼저 불화의 단서를 야기시켰기 때문이다.
짐은 그대 나라와 그 동안 털끝만큼도 원한 관계를 맺은 적이 없었다. 그대 나라가 기미년에 명나라와 서로 협력해서 군사를 일으켜 우리 나라를 해쳤다. 짐은 그래도 이웃 나라와 지내는 도리를 온전히 하려고 경솔하게 전쟁을 일으키려 하지 않았다. 그러다가 요동(遼東)을 얻고 난 뒤로 그대 나라가 다시 명나라를 도와 우리의 도망병들을 불러들여 명나라에 바치는가 하면 다시 저 사람들을 그대의 지역에 수용하여 양식을 주며 우리를 치려고 협력하여 모의하였다. 그래서 짐이 한 번 크게 노여워하였으니, 정묘년에 의로운 군사를 일으킨 것은 바로 이 때문이었다. 이때 그대 나라는 병력이 강하거나 장수가 용맹스러워 우리 군사를 물리칠 수 있는 형편이 못 되었다. 그러나 짐은 생민이 도탄에 빠진 것을 보고 끝내 교린(交隣)의 도를 생각하여 애석하게 여긴 나머지 우호를 돈독히 하고 돌아갔을 뿐이다.
그런데 그 뒤 10년 동안 그대 나라 군신은 우리를 배반하고 도망한 이들을 받아들여 명나라에 바치고, 명나라 장수가 투항해 오면 군사를 일으켜 길을 막고 끊었으며, 우리의 구원병이 저들에게 갈 때에도 그대 나라의 군사가 대적하였으니, 이는 군사를 동원하게 된 단서가 또 그대 나라에서 일어난 것이다. 그리고 명나라가 우리를 침략하기 위해 배[船]를 요구했을 때는 그대 나라가 즉시 넘겨 주면서도 짐이 배를 요구하며 명나라를 정벌하려 할 때는 번번이 인색하게 굴면서 기꺼이 내어주지 않았으니, 이는 특별히 명나라를 도와 우리를 해치려고 도모한 것이다.
(중략)
짐이 이 때문에 특별히 의병을 일으켰는데, 그대들이 도탄에 빠지는 것은 실로 내가 원하는 바가 아니었다. 단지 그대 나라의 군신이 스스로 너희 무리에게 재앙을 만나게 했을 뿐이다. 그러나 그대들은 집에서 편히 생업을 즐길 것이요, 망령되게 스스로 도망하다가 우리 군사에게 해를 당하는 일이 일체 없도록 하라. 항거하는 자는 반드시 죽이고 순종하는 자는 반드시 받아들일 것이며 도망하는 자는 반드시 사로잡고 성 안이나 초야에서 마음을 기울여 귀순하는 자는 조금도 침해하지 않고 반드시 정중하게 대우할 것이다. 이를 그대 무리에게 유시하여 모두 알도록 하는 바이다."
인조 : 앞으로의 계책을 어떻게 세워야 하겠는가?

홍서봉 : 저들이 이미 조유(詔諭)란 글자를 사용한 이상 회답을 하지 말아야 하겠지만 한나라(漢) 때에도 묵특의 편지에 회답하였으니, 오늘날에도 회답하는 일을 그만둘 수 없을 듯합니다.

김류 : 회답하지 않을 수 없으니 신하들에게 널리 물어 처리하소서.

김상헌 : 지금 사죄한다 하더라도 어떻게 그 노여움을 풀겠습니까. 끝내는 반드시 따르기 어려운 요청을 해 올 것입니다. 적서(賊書)를 삼군(三軍)에 반포해 보여주어 사기를 격려시키는 것이 마땅하겠습니다.

최명길 : 한이 일단 나온 이상 대적하기가 더욱 어려운데, 대적할 경우 반드시 망하고 말 것입니다.

(중략)
인조 : 지금이야말로 존망(存亡)이 달려 있는 위급한 때이다. 위로 종묘 사직이 있고 아래로 백성이 있으니 고담(高談)이나 하다가 기회를 잃지 않도록 하라. 예판은 여전히 고집만 부리지 말라.

김상헌 : 이렇게 위급한 때를 당하여 신이 또한 무슨 마음으로 한갓 고담이나 하면서 존망을 돌아보지 않겠습니까. 신은 저 적의 뜻이 거짓으로 꾸미는 겉치레의 문자에 있지 않고 마침내는 반드시 따르기 어려운 말을 해올까 두렵습니다.
— 인조실록 34권, 인조 15년 1월 2일 임인 2번째기사

- 음력 1월 3일 : 동양위(東陽尉) 신익성(申翊聖)이 전날 받은 청군의 글을 태워 버려 사기를 진작시키라고 상소를 올렸다.[26] 최명길이 국서를 지어 청군 진영에 보냈다.[27]

조선 국왕 성(姓) 모(某)는 삼가 대청(大淸) 관온 인성 황제(寬溫仁聖皇帝)에게 글을 올립니다. 소방이 대국에 죄를 얻어 스스로 병화를 불러 외로운 성에 몸을 의탁한 채 위태로움이 조석(朝夕)에 닥쳤습니다. 전사(專使)에게 글을 받들게 하여 간절한 심정을 진달하려고 생각했지만 군사가 대치한 상황에서 길이 막혀 자연 통할 방법이 없었습니다. 그런데 어제 듣건대 황제께서 궁벽하고 누추한 곳까지 오셨다기에 반신반의하며 기쁨과 두려움이 교차하였습니다. 이제 대국이 옛날의 맹약을 잊지 않고 분명하게 가르침과 책망을 내려 주어 스스로 죄를 알게 하였으니, 지금이야말로 소방의 심사(心事)를 펼 수 있는 때입니다.
(중략)
명나라는 바로 우리 나라와 부자(父子) 관계에 있는 나라입니다. 그러나 전후에 걸쳐 대국의 병마(兵馬)가 관(關)에 들어 갔을 적에 소방은 일찍이 화살 하나도 서로 겨누지 않으면서 형제국으로서의 맹약과 우호를 소중히 여기지 않은 적이 없습니다. 그런데 어쩌면 이토록까지 말이 있게 되었단 말입니까. 그러나 이것 역시 소방의 성실성이 미덥지 못해 대국의 의심을 받게 된 데서 나온 것이니, 오히려 누구를 탓하겠습니까.

지난날의 일에 대한 죄는 소방이 이미 알고 있습니다. 그러나 죄가 있으면 정벌했다가 죄를 깨달으면 용서하는 것이야말로 천심(天心)을 체득하여 만물을 포용하는 대국이 취하는 행동이라 할 것입니다. 만일 정묘년에 하늘을 두고 맹서한 언약을 생각하고 소방 생령의 목숨을 가엾이 여겨 소방으로 하여금 계책을 바꾸어 스스로 새롭게 하도록 용납한다면, 소방이 마음을 씻고 종사(從事)하는 것이 오늘부터 시작될 것입니다. 그러나 만약 대국이 기꺼이 용서해 주지 않고서 기필코 그 병력을 끝까지 쓰려고 한다면, 소방은 사리가 막히고 형세가 극에 달하여 스스로 죽기를 기약할 따름 입니다. 감히 심정을 진달하며 공손히 가르침을 기다립니다.— 인조실록 34권, 인조 15년 1월 3일 계묘 3번째기사

- 음력 1월 5일 : 광교산 전투의 승전 소식이 남한산성에 전해졌다.[28]
- 음력 1월 6일 : 강원 감사 조정호(趙廷虎)가 검단산 전투 패배 이후의 상황을 알렸다.[29]
- 음력 1월 7일 : 성 안에 사는 서흔남(徐欣男)과 승려 두청(斗淸)이 모집에 응하여 나갔다가 도원수 김자점, 황해 병사 이석달, 전라 감사 이시방의 장계를 가지고 왔다.[30]
- 음력 1월 8일 : 인조가 군량(軍糧)의 상황을 묻자, 관량사(管粮使) 나만갑(羅萬甲)이 원래의 수효가 6천여 석(石)이었는데, 현재는 2천 8백여 석이 남았다고 보고했다.[31]
- 음력 1월 13일 : 홍서봉의 건의로 청 측의 정명수, 용골대, 마부대에게 뇌물을 주었다.[32]
- 음력 1월 14일 : 강한 한파로 군졸 가운데 동사자가 발생했다.[33]
- 음력 1월 15일 : 기사에 쌍령 전투와 험천 전투의 패배 소식이 나오고 남병사(南兵使) 서우신(徐佑申)과 함경 감사 민성휘(閔聖徽)가 군사를 합쳐 양근(楊根)의 미원(薇原)에 진을 쳤는데, 군사가 2만 3천이라고 일컬어졌다.[34]
- 음력 1월 16일 : 청군이 '초항(招降: 항복하라)'이라는 두 글자를 기폭에 크게 써서 남한산성에 보이게 했다.[35]
- 음력 1월 17일 : 청 측이 문서를 보냈다.[36]

"짐(朕)이 까닭없이 군사를 일으켜 그대 나라를 멸망시키려 하고 그대 백성을 해롭게 하려는 것이 아니고, 바로 이치의 곡직(曲直)을 따지려는 것뿐이다.
그리고 천지의 도는 선한 자에게 복을 주고 악한 자에게 화를 내리는 법이다. 짐은 천지의 도를 체득하여, 마음을 기울여 귀순하는 자는 관대하게 길러주고, 소문만 듣고도 항복하기를 원하는 자는 안전하게 해 주되, 명을 거역하는 자는 천명을 받들어 토벌하고, 악의 무리를 지어 예봉에 맞서는 자는 주벌(誅罰)하고, 완악한 백성으로 순종하지 않는 자는 사로잡고, 구태여 고집을 부려 굴복하지 않는 자는 경계를 시키고, 교활하게 속이는 자는 할 말이 없도록 만들 것이다.

지금 그대가 짐과 대적하므로 내가 그 때문에 군사를 일으켜 여기에 이르렀으나, 만약 그대 나라가 모두 우리의 판도에 들어 온다면, 짐이 어떻게 살리고 기르며 안전하게 하고 사랑하기를 적자(赤子)처럼 하지 않겠는가. 지금 그대가 살고 싶다면 빨리 성에서 나와 귀순하고, 싸우고 싶다면 또한 속히 일전을 벌이도록 하라. 양국의 군사가 서로 싸우다 보면 하늘이 자연 처분을 내릴 것이다."— 인조실록 34권, 인조 15년 1월 17일 정사 1번째기사

- 음력 1월 18일 : 김상헌이 최명길이 지은 국서를 보고 찢어 버렸다.[37]
- 음력 1월 19일 : 청군이 남한산성 안에 대포를 쏘았는데, 대포의 탄환이 거위알만했으며 더러 맞아서 죽은 자가 있었으므로 사람들이 모두 놀라고 두려워하였다.[38]
- 음력 1월 20일 : 청군 측이 화친을 배격한 신하를 묶어 보내라고 요구했다.[39]
- 음력 1월 21일 : 청군 장수 용골대가 황제가 심양(瀋陽)에 있다면 문서만 보내도 되겠지만 지금은 이미 나왔으니 국왕이 성에서 나오지 않을 수 없다고 말했다.[40]
- 음력 1월 22일 : 강화도 방어전에서 패배해 강화도가 함락되다.
- 음력 1월 23일 : 수원(水原)의 장관(將官)들이 모여 화친을 배척한 신하를 내보내라고 요청했다.[41] 밤중에 청군이 서성(西城)에 육박하였는데, 수어사(守禦使) 이시백(李時白)이 힘을 다해 싸워 크게 패배시키니 청군이 무기를 버리고 물러갔다. 조금 뒤에 또 동성(東城)을 습격하였다가 패배하여 도망하였다.[42] 삼학사인 전 교리 윤집(尹集)과 전 수찬 오달제(吳達濟)가 "오랑캐 진영에 가 한 번 칼날을 받겠"다고 상소를 올린다.[43]
- 음력 1월 24일 : 청군이 대포를 남격대(南格臺) 망월봉(望月峯) 아래에서 발사하였는데, 포탄이 행궁(行宮)으로 날아와 떨어지자 사람들이 모두 두려워하며 피하였다. 청군이 남성(南城)에 육박하자 조선군이 이를 격퇴시켰다.[44]
- 음력 1월 25일 : 대포 소리가 종일 그치지 않았는데, 성첩(城堞)이 탄환에 맞아 모두 허물어졌다.[45]
- 음력 1월 26일 : 강화도 방어전의 패배 소식이 남한산성에 전달되었다.[46]
- 음력 1월 27일 : 인조가 안심하고 귀순할 수 있게 해 달라고 국서를 보냈다.[47]
- 음력 1월 28일 : 청 장수 용골대가 홍타이지의 글을 가지고 왔다.[48] 김상헌이 자결을 시도했으나 실패했다.[49]

관온 인성 황제(寬溫仁聖皇帝)는 조선 국왕에게 조유(詔諭)한다. 보내온 주문(奏文)을 보건대, 20일의 조칙 내용을 갖추어 진술하고 종사(宗社)와 생령(生靈)에 대한 계책을 근심하면서 조칙의 내용을 분명히 내려 안심하고 귀순할 수 있는 길을 열어 달라고 청하였는데, 짐이 식언(食言)할까 의심하는 것인가. 그러나 짐은 본래 나의 정성을 남에게까지 적용하니, 지난번의 말을 틀림없이 실천할 뿐만 아니라 후일 유신(維新)하게 하는 데에도 함께 참여할 것이다. 그래서 지금 지난날의 죄를 모두 용서하고 규례(規例)를 상세하게 정하여 군신(君臣)이 대대로 지킬 신의(信義)로 삼는 바이다.
그대가 만약 잘못을 뉘우치고 스스로 새롭게 하여 은덕을 잊지 않고 자신을 맡기고 귀순하여 자손의 장구한 계책을 삼으려 한다면, 앞으로 명(明)나라가 준 고명(誥命)과 책인(冊印)을 헌납하고, 그들과의 수호(修好)를 끊고, 그들의 연호(年號)를 버리고, 일체의 공문서에 우리의 정삭(正朔)을 받들도록 하라. 그리고 그대는 장자(長子) 및 재일자(再一子)를 인질로 삼고, 제대신(諸大臣)은 아들이 있으면 아들을, 아들이 없으면 동생을 인질로 삼으라. 만일 그대에게 뜻하지 않은 일이 발생하면 짐이 인질로 삼은 아들을 세워 왕위를 계승하게 할 것이다.
그리고 짐이 만약 명나라를 정벌하기 위해 조칙을 내리고 사신을 보내어 그대 나라의 보병(步兵)·기병(騎兵)·수군을 조발(調發; 징발)하여, 혹 수만 명으로 하거나, 혹 기한과 모일 곳을 정하면 착오가 없도록 하라. 짐이 이번에 군사를 돌려 가도(椵島)를 공격해서 취하려 하니, 그대는 배 50척을 내고 수병(水兵)·창포(槍砲)·궁전(弓箭)을 모두 스스로 준비하는 것이 마땅하다. 그리고 대군이 돌아갈 때에도 호군(犒軍; 군사들에게 음식을 베풀어 위로함)하는 예(禮)를 응당 거행해야 할 것이다. 
성절(聖節)·정조(正朝)·동지(冬至) 중궁 천추(中宮千秋)·태자 천추(太子千秋) 및 경조(慶吊) 등의 일이 있으면 모두 모름지기 예를 올리고 대신 및 내관(內官)에게 명하여 표문(表文)을 받들고 오게 하라. 바치는 표문과 전문(箋文)의 정식(程式), 짐이 조칙을 내리거나 간혹 일이 있어 사신을 보내 유시를 전달할 경우 그대와 사신이 상견례(相見禮)하는 것, 혹 그대의 배신(陪臣)이 알현(謁見)하는 것 및 영접하고 전송하며 사신을 대접하는 예 등을 명나라의 구례(舊例)와 다름이 없도록 하라.
군중(軍中)의 포로들이 압록강(鴨綠江)을 건너고 나서 만약 도망하여 되돌아 오면 체포하여 본주(本主)에게 보내도록 하고, 만약 속(贖)을 바치고 돌아오려고 할 경우 본주의 편의대로 들어 주도록 하라. 우리 군사가 죽음을 무릅쓰고 싸워 사로잡은 사람이니, 그대가 뒤에 차마 결박하여 보낼 수 없다고 말하지 말라. 내외의 제신(諸臣)과 혼인을 맺어 화호(和好)를 굳게 하도록 하라. 신구(新舊)의 성벽은 수리하거나 신축하는 것을 허락하지 않는다.
그대 나라에 있는 올량합(兀良哈) 사람들은 모두 쇄환(刷還)해야 마땅하다. 일본(日本)과의 무역은 그대가 옛날처럼 하도록 허락한다. 다만 그들의 사신을 인도하여 조회하러 오게 하라. 짐 또한 장차 사신을 저들에게 보낼 것이다. 그리고 동쪽의 올량합으로 저들에게 도피하여 살고 있는 자들과는 다시 무역하게 하지 말고 보는 대로 즉시 체포하여 보내라.
그대는 이미 죽은 목숨이었는데 짐이 다시 살아나게 하였으며, 거의 망해가는 그대의 종사(宗社)를 온전하게 하고, 이미 잃었던 그대의 처자를 완전하게 해주었다. 그대는 마땅히 국가를 다시 일으켜 준 은혜를 생각하라. 뒷날 자자손손토록 신의를 어기지 말도록 한다면 그대 나라가 영원히 안정될 것이다. 짐은 그대 나라가 되풀이해서 교활하게 속였기 때문에 이렇게 조칙으로 보이는 바이다. 숭덕(崇德) 2년 정월 28일.

세폐(歲幣)는 황금(黃金) 1백 냥(兩), 백은(白銀) 1천 냥, 수우각궁면(水牛角弓面) 2백 부(副), 표피(豹皮; 표범 가죽) 1백 장(張), 녹피(鹿皮; 사슴 가죽) 1백 장(張), 다(茶) 1천 포(包), 수달피(水㺚皮) 4백 장, 청서피(靑黍皮) 3백 장, 호초(胡椒; 후추) 10두(斗), 호요도(好腰刀) 26파(把), 소목(蘇木; 단목丹木의 붉은 속살.) 2백 근(斤), 호대지(好大紙) 1천 권(卷), 순도(順刀) 10파, 호소지(好小紙) 1천 5백 권, 오조룡석(五爪龍席) 4령(領), 각종 화석(花席; 꽃의 모양을 놓아 짠 돗자리) 40령, 백저포(白苧布; 빛깔이 아주 흰 모시) 2백 필(匹), 각색 면주(綿紬; 명주) 2천 필, 각색 세마포(細麻布; 가는 삼실로 짠 매우 고운 베) 4백 필, 각색 세포(細布; 곱고 가늘게 짜여진 삼베) 1만 필, 포(布) 1천 4백 필, 쌀 1만 포(包)를 정식(定式)으로 삼는다.— 인조실록 34권, 인조 15년 1월 28일 무진 4번째기사에 수록된 홍타이지의 글

- 음력 1월 29일 : 삼학사인 윤집과 오달제를 청군 진영에 잡아 보내었다.[50]
- 음력 1월 30일 : 정축하성으로 남한산성 공성전이 종료되었다. 당시 인조는 절대 항복하지 않고 단순히 성에서 나온다는 뜻인 하성(下城)이라고 표현했고, 신하들에게도 이를 강요했다. 인조가 시종 50여 명을 거느리고 남한산성 서문을 통해 성을 나가 삼전도에 나가 삼배구고두례를 행하였다. 이후 용골대의 호위 하에 창경궁으로 이동했다.[51]
- 음력 2월 1일 : 몽고군 병사들이 성내에 남아 있었다. 백관들이 모두 대궐로 귀환했다. 여염(閭閻; 백성들이 모여 사는 곳)이 대부분 불타고 넘어져 죽은 시체가 길거리에 이리저리 널려 있었다고 기록되어 있다.[52]
- 음력 2월 2일 : 청군의 용골대와 마부대 두 장수가 인조를 방문해 고려 옥인(高麗玉印) 및 신경원(申景瑗) 부원수(副元帥)의 인(印)을 올렸다. 인조가 도성의 몽고 군사들이 사람을 해치고 약탈을 한다고 하니 용골대가 몽고 군사들을 성 밖으로 물러가게 했다.[53] 청군과 홍타이지가 삼전도에서 철군하여 북쪽으로 돌아갔다.[54]

## 참고 문헌
- 조선왕조실록 인조실록
- 나만갑의 병자록